# علم ترتيب العساكر
علم ترتيب العساكر علم باحث عن قود الجيوش وترتيبهم ونصب الرؤساء لضبط أحوالهم وتهيئة أرزاقهم وتمييز الشجاع عن الجبان واستمالة قلوبهم بالإحسان إليهم فوق الإحسان إلى الضعفاء من الأقران وتهيئة آلات القتال وألبسة الحروب والسلاح.
قال صاحب أبجد العلوم ‍من آداب قود العساكر أن يأمر كلا منهم بالزهد والصلاح ليفوز بالخير والفلاح يأمرهم أن لا يظلموا أحدا ولا ينقضوا عهدا ولا يهملوا ركنا من أركان الشريعة فإن إهمالها إلى استئصال الدولة ذريعة أي ذريعة هذا تلخيص ما ذكره أبو الخير وجعله من فروع الحكمة العملية لكنه على الوجه الذي ذكره مندرج في علم سياسة الملوك بل الأمور المذكورة من مسائل ذلك العلم. فأقول ينبغي أن يكون موضوع هذا العلم ما ذكره الحكماء في كتب الثعلبي الحربية فهو علم يبحث فيه عن ترتيب الصفوف يوم الزحف وخواص أشكال التعابي وأحوال ترتيب الرجال والغرض منه والغاية لا يخفى على كل أحد. وقالوا إن الرجال كالأشباح والتعابي كالأرواح فإذا حلت الأرواح الأشباح حصلت الحياة. وقد أجرى الله سنته أن كل عسكر مرتب التعابي منصور. وقد صنف فيه بعض الكبار رسائل ظفرت ببعضها ولله الحمد وسيأتي في علم التعابي وأنه هو ترتيب العساكر كما عرفه به ذلك الفاضل وفي كتاب الأحكام السلطانية للماوردي ما يكفي في هذا الباب. اهـ